# Visión en los peces

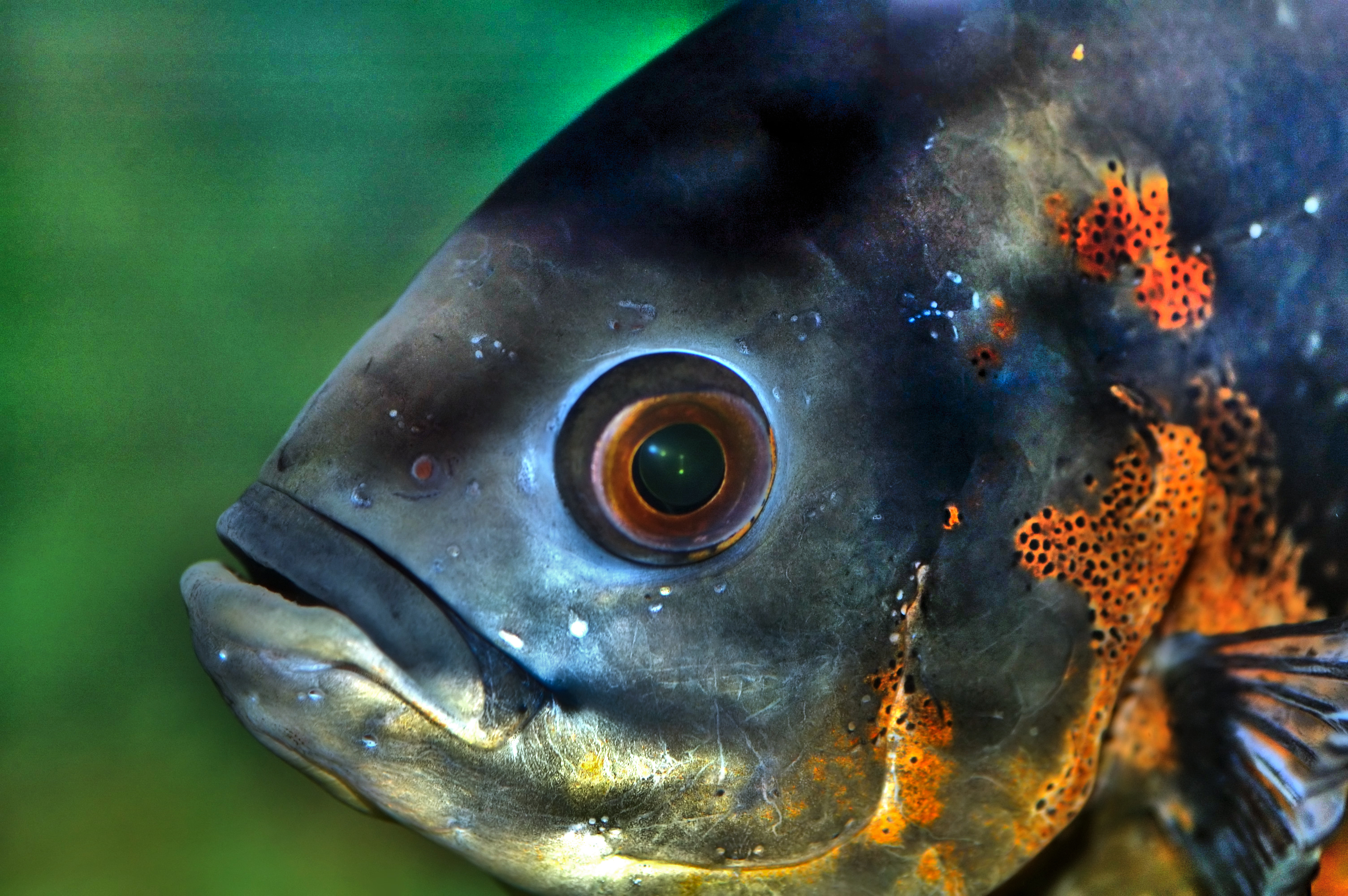
Un óscar, Astronotus ocellatus, examina su entorno

La visión es un sistema sensorial importante para la mayoría de las especies de peces. Los ojos de los peces son similares a los de los vertebrados terrestres, como las aves y los mamíferos, pero tienen un cristalino más esférico. Las aves y los mamíferos (incluidos los seres humanos) normalmente ajustan el foco cambiando la forma de su cristalino, pero los peces normalmente ajustan el enfoque acercando o alejando el cristalino de la retina. Las retinas de los peces suelen tener células de bastones y de conos (para la visión escotópica y fotópica), y la mayoría de las especies tienen visión cromática. Algunos peces pueden ver el ultravioleta y otros son sensibles a la luz polarizada.
Entre los peces sin mandíbula, la lamprea tiene ojos bien desarrollados, mientras que el mixino sólo tiene manchas oculares primitivas. Los antepasados del mixino moderno, que se cree que es el protovertebrado, fueron empujados a aguas muy profundas y oscuras, donde eran menos vulnerables a los depredadores videntes y, donde es ventajoso tener una mancha ocular convexa, que recoge más luz que una plana o cóncava. La visión de los peces muestra una adaptación evolutiva a su entorno visual; por ejemplo, los peces de aguas profundas tienen ojos adaptados al entorno oscuro.

## Agua como entorno visual

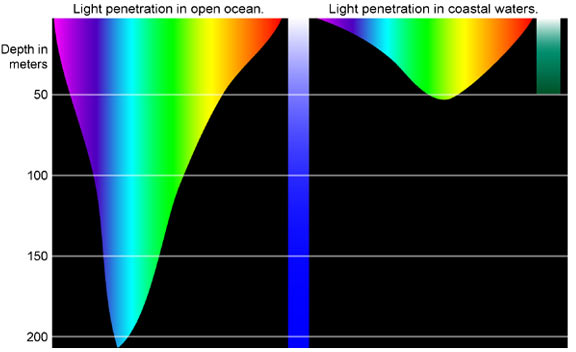
Comparación de las profundidades a las que penetran los distintos colores de la luz en aguas claras de mar abierto y en aguas costeras más turbias. El agua absorbe los colores más cálidos de longitud de onda larga, como los rojos y los naranjas, y dispersa los colores más fríos de longitud de onda corta.

Los peces y otros animales acuáticos viven en un entorno lumínico diferente al de las especies terrestres. El agua absorbe la luz, de modo que, al aumentar la profundidad, la cantidad de luz disponible disminuye rápidamente. Las propiedades ópticas del agua también hacen que las distintas longitudes de onda de la luz se absorban en grados diferentes. Por ejemplo, la luz visible de longitudes de onda largas (rojo, naranja) se absorbe más en el agua que la luz de longitudes de onda más cortas (verde, azul). La luz ultravioleta (de longitud de onda aún más corta que la violeta) puede penetrar más profundamente que los espectros visuales.Además de estas cualidades universales del agua, diferentes masas de agua pueden absorber luz de diferentes longitudes de onda debido a la presencia variable de sales o sustancias químicas en el agua.
El agua es muy eficaz para absorber la luz entrante, por lo que la cantidad de luz que penetra en el océano disminuye rápidamente (se atenúa) con la profundidad. En el agua clara del océano, a un metro de profundidad sólo queda el 45% de la energía solar que incide sobre la superficie del océano. A 10 metros de profundidad sólo queda el 16% de la luz, y a 100 metros sólo queda el 1% de la luz original. Más allá de los 1.000 metros no penetra ninguna luz.
Además de la atenuación total, los océanos absorben las distintas longitudes de onda de la luz a ritmos diferentes. Las longitudes de onda situadas en los extremos del espectro visible se debilitan más rápidamente que las situadas en el centro. Las longitudes de onda más largas se absorben primero. En las aguas claras del océano, el rojo se absorbe en los 10 metros superiores, el naranja a unos 40 metros y el amarillo desaparece antes de los 100 metros. Las longitudes de onda más cortas penetran más, y la luz azul y la verde alcanzan las mayores profundidades. Por eso las cosas parecen azules bajo el agua: la forma en que el ojo percibe los colores depende de las longitudes de onda de la luz que recibe el ojo. Un objeto parece rojo porque refleja la luz roja y absorbe los demás colores. Por tanto, el único color que llega al ojo es el rojo. El azul es el único color de luz disponible en profundidad bajo el agua, por lo que es el único color que puede reflejarse en el ojo, y todo tiene un tinte azul bajo el agua. Un objeto rojo en la profundidad no aparecerá rojo porque no hay luz roja disponible para reflejarse en el objeto. Los objetos en el agua sólo aparecerán con sus colores reales cerca de la superficie, donde todavía están disponibles todas las longitudes de onda de la luz, o si las otras longitudes de onda de la luz se proporcionan artificialmente, como iluminando el objeto con una linterna de buceo.

## Estructura y función

Sección vertical esquemática del ojo de un pez teleósteo. Los peces tienen un índice de refracción gradiente dentro del cristalino que compensa la aberración esférica. A diferencia de los humanos, la mayoría de los peces ajustan el foco acercando o alejando el cristalino de la retina. Los teleósteos lo hacen contrayendo el músculo retractor lentis.

Los ojos de los peces son muy similares a los de otros vertebrados, sobre todo los tetrápodos (anfibios, reptiles, aves y mamíferos, todos los cuales evolucionaron a partir de un antepasado pez). La luz entra en el ojo por la córnea, atraviesa la pupila y llega al cristalino. La mayoría de las especies de peces parecen tener un tamaño fijo de pupila, pero los elasmobranquios (como los tiburones y las rayas) tienen un iris muscular que permite ajustar el diámetro de la pupila. La forma de la pupila varía y puede ser, por ejemplo, circular o en forma de hendidura.
Las lentes son normalmente esféricas, pero pueden ser ligeramente elípticas en algunas especies. En comparación con los vertebrados terrestres, las lentes de los peces suelen ser más densas y esféricas. En el entorno acuático no hay una gran diferencia entre el índice de refracción de la córnea y el del agua que la rodea (en comparación con el aire en tierra), por lo que el cristalino tiene que realizar la mayor parte de la refracción. Debido a «un gradiente del índice de refracción dentro del cristalino, exactamente como cabría esperar de la teoría óptica», los cristales esféricos de los peces son capaces de formar imágenes nítidas sin aberración esférica.
Una vez que la luz atraviesa el cristalino, se transmite a través de un medio líquido transparente hasta llegar a la retina, que contiene los fotorreceptores. Al igual que otros vertebrados, los fotoreceptores se encuentran en la capa interna, por lo que la luz debe atravesar capas de otras neuronas antes de llegar a ellos. La retina contiene células de bastón y células de cono. Existen similitudes entre los ojos de los peces y los de otros vertebrados. Normalmente, la luz entra en el ojo del pez por la córnea y atraviesa la pupila para llegar al cristalino. La mayoría de las especies de peces tienen un tamaño fijo de pupila, mientras que unas pocas especies tienen un iris muscular que permite ajustar el diámetro de la pupila.
Los ojos de los peces tienen un cristalino más esférico que el de otros vertebrados terrestres. El ajuste del foco en mamíferos y en aves se hace normalmente cambiando la forma del cristalino, mientras que en los peces se hace alejando o acercando el cristalino a la retina. La retina de los peces suele tener células de bastón y células de cono responsables de la visión escotópica y fotópica. La mayoría de las especies de peces tienen visión cromática. Algunas especies son capaces de ver el ultravioleta y otras son sensibles a la luz polarizada.
La retina de los peces tiene células de bastón que proporcionan una alta sensibilidad visual en condiciones de poca luz y células de cono que proporcionan una resolución temporal y espacial mayor de la que son capaces las células de bastón. Según Marshall y otros, la mayoría de los animales del hábitat marino no poseen visión del color o ésta es relativamente simple. Sin embargo, existe una mayor diversidad en la visión del color en el océano que en tierra. Esto se debe principalmente a los extremos del hábitat fótico y a los comportamientos cromáticos.

## La retina
Dentro de la retina, las células de los bastones proporcionan una gran sensibilidad visual (a costa de la agudeza) y se utilizan en condiciones de poca luz. Los conos proporcionan una mayor resolución espacial y temporal que los bastones y permiten la visión en color comparando las absorbancias de los distintos tipos de conos, que son más sensibles a diferentes longitudes de onda. La proporción entre bastones y conos depende de la ecología de la especie de pez de que se trate, por ejemplo, las que son activas principalmente durante el día en aguas claras tendrán más conos que las que viven en entornos con poca luz. La visión del color es más útil en entornos con una gama más amplia de longitudes de onda disponibles, por ejemplo, cerca de la superficie en aguas claras que en aguas más profundas, donde sólo persiste una banda estrecha de longitudes de onda.
La distribución de los fotorreceptores en la retina no es uniforme. Algunas zonas tienen una mayor densidad de conos, por ejemplo (véase la fóvea). Los peces pueden tener dos o tres zonas especializadas en la agudeza visual (por ejemplo, para capturar presas) o en la sensibilidad (por ejemplo, a la luz tenue procedente de abajo). La distribución de los fotorreceptores también puede cambiar con el tiempo durante el desarrollo del individuo. Esto ocurre especialmente cuando la especie se desplaza entre distintos entornos luminosos durante su ciclo vital (por ejemplo, de aguas poco profundas a aguas profundas, o de agua dulce al océano) o cuando los cambios en el espectro alimentario acompañan al crecimiento de un pez, como ocurre con el pez hielo antártico Champsocephalus gunnari.
Algunas especies tienen un tapetum, una capa reflectante que hace rebotar la luz que atraviesa la retina. Esto aumenta la sensibilidad en condiciones de poca luz, como en las especies nocturnas y de aguas profundas, al dar a los fotones una segunda oportunidad de ser captados por los fotorreceptores, pero a costa de reducir la resolución. Algunas especies son capaces de apagar su tapetum en condiciones de mucha luz, con una capa de pigmento oscuro que lo cubre cuando es necesario.
La retina utiliza mucho oxígeno en comparación con la mayoría de los demás tejidos, y recibe abundante sangre oxigenada para garantizar un rendimiento óptimo.

## Acomodación
La acomodación es el proceso por el que el ojo de los vertebrados ajusta el foco de un objeto a medida que éste se acerca o se aleja. Mientras que las aves y los mamíferos logran la acomodación deformando el cristalino de sus ojos, los peces y los anfibios normalmente ajustan el enfoque acercando o alejando el cristalino de la retina.  Utilizan un músculo especial que modifica la distancia entre el cristalino y la retina. En los peces óseos, el músculo se llama retractor lentis y está relajado para la visión de cerca, mientras que en los peces cartilaginosos, el músculo se llama protractor lentis y está relajado para la visión de lejos. Así, los peces óseos se adaptan a la visión de lejos acercando el cristalino a la retina, mientras que los peces cartilaginosos se adaptan a la visión de cerca alejando el cristalino de la retina.

## Estabilización de imágenes

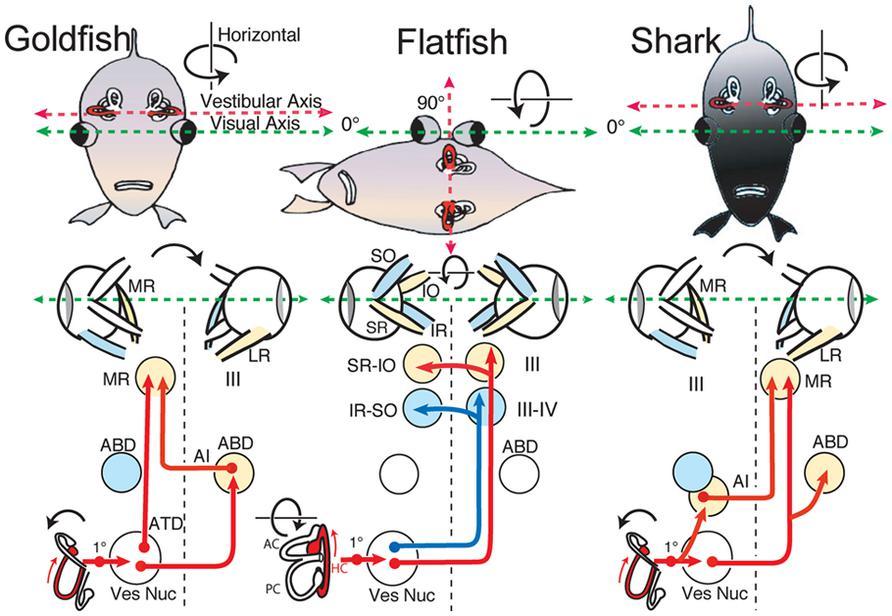

Es necesario algún mecanismo que estabilice las imágenes durante los movimientos rápidos de la cabeza. Esto se consigue mediante el reflejo vestíbulo-ocular, que es un movimiento ocular reflejo que estabiliza las imágenes en la retina produciendo movimientos oculares en la dirección opuesta a los movimientos de la cabeza, preservando así la imagen en el centro del campo visual. Por ejemplo, cuando la cabeza se mueve hacia la derecha, los ojos se mueven hacia la izquierda, y viceversa. El reflejo vestíbulo-ocular humano es un movimiento ocular reflejo que estabiliza las imágenes en la retina durante el movimiento de la cabeza produciendo un movimiento ocular en la dirección opuesta al movimiento de la cabeza, preservando así la imagen en el centro del campo visual. De forma similar, los peces tienen un reflejo vestíbulo-ocular que estabiliza las imágenes visuales en la retina cuando mueven la cola. En muchos animales, incluidos los seres humanos, el oído interno funciona como el análogo biológico de un acelerómetro en los sistemas de estabilización de imagen de las cámaras, para estabilizar la imagen al mover los ojos. Cuando se detecta una rotación de la cabeza, se envía una señal inhibidora a los músculos extraoculares de un lado y una señal excitadora a los músculos del otro lado. El resultado es un movimiento compensatorio de los ojos. Los movimientos típicos de los ojos humanos se retrasan menos de 10 ms con respecto a los movimientos de la cabeza.
El diagrama de la derecha muestra el circuito horizontal del reflejo vestíbulo-ocular en peces óseos y cartilaginosos.
- El «pez dorado» muestra el principal reflejo vestíbulo-ocular tri-neuronal que une el canal semicircular horizontal con el abducens contralateral (ABD) y las motoneuronas MR ipsilaterales.[23]
- Los «peces planos» muestran que tras un desplazamiento de 90° del eje vestibular con respecto al eje visual (metamorfosis) se producen movimientos oculares compensatorios redirigiendo las señales del canal horizontal a las motoneuronas verticales y oblicuas.[24][25]
- En el «tiburón», las neuronas del canal horizontal/segundo orden se proyectan a las motoneuronas ABD y MR contralaterales, incluidas las neuronas AI ipsilaterales. 1°, neurona vestibular de primer orden; ATD, tracto ascendente de Deiter.[26]

## Ultravioleta
La visión de los peces está mediada por cuatro pigmentos visuales que absorben distintas longitudes de onda de la luz. Cada pigmento está formado por un cromóforo y una proteína transmembrana denominada opsina. Las mutaciones en la opsina han permitido la variedad visual, incluida la variación en la absorción de longitudes de onda. Una mutación de la opsina en el pigmento SWS-1 permite a algunos vertebrados absorber la luz ultravioleta (≈360 nm), por lo que pueden ver objetos que reflejan la luz ultravioleta. Una amplia gama de especies de peces ha desarrollado y mantenido este rasgo visual a lo largo de la evolución, lo que sugiere que es ventajoso. La visión UV puede estar relacionada con la búsqueda de alimento, la comunicación y la selección de pareja.
La principal teoría sobre la selección evolutiva de la visión ultravioleta en determinadas especies de peces se debe a su importante papel en la selección de pareja. Los experimentos conductuales demuestran que los cíclidos africanos utilizan señales visuales para elegir pareja. Sus lugares de cría suelen ser aguas poco profundas con gran claridad y penetración de la luz ultravioleta. Los cíclidos africanos machos son en su mayoría de color azul, reflectante a la luz ultravioleta. Las hembras son capaces de elegir correctamente una pareja de su especie cuando están presentes estas señales visuales reflectantes. Esto sugiere que la detección de la luz ultravioleta es crucial para la correcta selección de pareja. Los patrones de color reflectantes a la luz ultravioleta también aumentan el atractivo masculino en guppys y espinosos. En entornos experimentales, las hembras de guppy dedicaron mucho más tiempo a inspeccionar a los machos con coloración reflectante de la luz ultravioleta que a los que tenían bloqueada la reflexión ultravioleta. De forma similar, las hembras de espinoso tridáctilo prefirieron a los machos vistos con el espectro completo que a los vistos con filtros bloqueadores de la luz ultravioleta. Estos resultados sugieren claramente el papel de la detección de la luz ultravioleta en la selección sexual y, por tanto, en la aptitud reproductiva. El destacado papel de la detección de la luz ultravioleta en la selección de pareja ha permitido que este rasgo se mantenga a lo largo del tiempo. La visión UV también puede estar relacionada con la búsqueda de alimento y otros comportamientos de comunicación.
Muchas especies de peces pueden ver el extremo ultravioleta del espectro, más allá del violeta.
La visión ultravioleta se utiliza a veces sólo durante una parte del ciclo vital de un pez. Por ejemplo, los ejemplares juveniles de trucha común viven en aguas poco profundas, donde utilizan la visión ultravioleta para mejorar su capacidad de detectar el zooplancton. A medida que crecen, se trasladan a aguas más profundas donde hay poca luz ultravioleta.
El pez damisela de dos rayas, Dascyllus reticulatus, tiene una coloración que refleja los rayos ultravioleta y que parece utilizar como señal de alarma para otros peces de su especie. Las especies depredadoras no pueden verlo si su visión no es sensible a los rayos ultravioleta. Otra prueba de ello es que algunos peces utilizan el ultravioleta como «canal de comunicación secreto de alta fidelidad oculto a los depredadores», mientras que otras especies lo utilizan para emitir señales sociales o sexuales.

## Luz polarizada
No es fácil determinar si un pez es sensible a la luz polarizada, aunque parece probable en varios taxones.  Se ha demostrado de manera inequívoca en las anchoas. La capacidad de detectar la luz polarizada puede proporcionar un mejor contraste o información direccional a las especies migratorias. La luz polarizada es más abundante al amanecer y al anochecer.  La luz polarizada reflejada en las escamas de un pez puede permitir que otros peces lo detecten mejor sobre un fondo difuso y puede proporcionar información útil a los peces que forman bancos sobre su proximidad y orientación con respecto a los peces vecinos. Algunos experimentos indican que, utilizando la polarización, algunos peces pueden ajustar su visión para duplicar la distancia normal de observación de sus presas.

## Conos dobles
La mayoría de los peces tienen conos dobles, un par de células cónicas unidas entre sí. Cada miembro del doble cono puede tener un pico de absorbancia diferente, y las pruebas conductuales apoyan la idea de que cada tipo de cono individual en un doble cono puede proporcionar información separada (es decir, la señal de los miembros individuales del doble cono no se suman necesariamente).

## Adaptación al hábitat
[[Archivo:Gigantura_chuni_(flipped).png|miniaturadeimagen|480x480px|{{Centrar|El pez telescopio tiene grandes ojos telescópicos dirigidos hacia delante con grandes lentes.]]

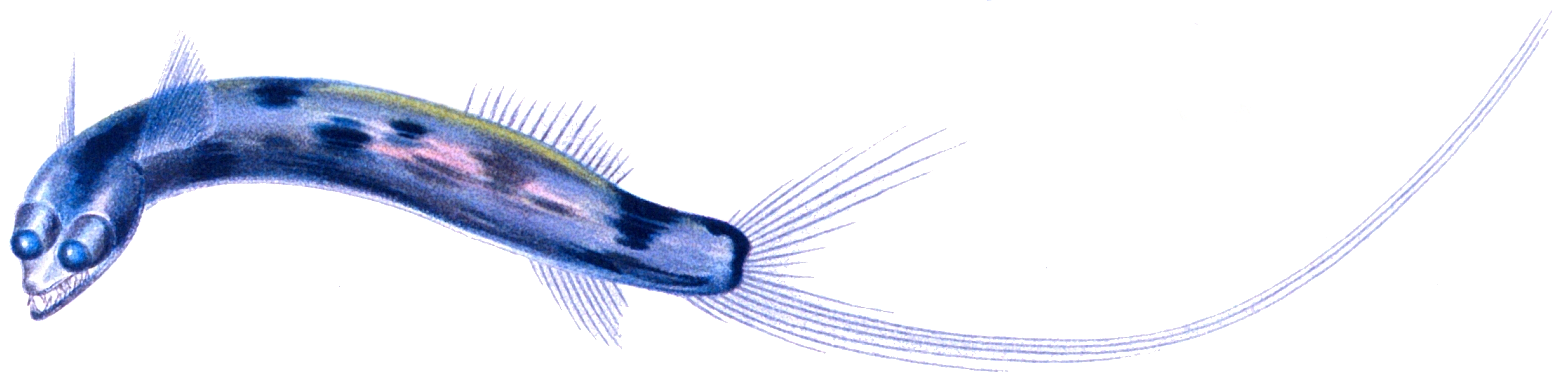
Centrar|El pez telescopio tiene grandes ojos telescópicos dirigidos hacia delante con grandes lentes.

Los peces que viven en aguas superficiales hasta unos 200 metros de profundidad, los peces epipelágicos, viven en una zona iluminada por el sol donde los depredadores que son visibles utilizan sistemas visuales diseñados más o menos como cabría esperar. Pero aun así, puede haber adaptaciones inusuales. Los peces de cuatro ojos tienen los ojos elevados por encima de la parte superior de la cabeza y divididos en dos partes diferentes, de modo que pueden ver por debajo y por encima de la superficie del agua al mismo tiempo. En realidad, los peces de cuatro ojos sólo tienen dos, pero están especialmente adaptados para vivir en la superficie. Los ojos están situados en la parte superior de la cabeza y el pez flota en la superficie del agua con sólo la mitad inferior de cada ojo bajo el agua. Las dos mitades están divididas por una banda de tejido y el ojo tiene dos pupilas, conectadas por parte del iris. La mitad superior del ojo está adaptada para la visión en el aire y la mitad inferior para la visión en el agua. El cristalino del ojo cambia de grosor de arriba abajo para tener en cuenta la diferencia en los índices de refracción del aire frente al agua. Estos peces pasan la mayor parte del tiempo en la superficie del agua. Su dieta se compone principalmente de insectos terrestres disponibles en la superficie.
Los peces mesopelágicos viven en aguas más profundas, en la zona crepuscular hasta profundidades de 1.000 metros, donde la cantidad de luz solar disponible no es suficiente para realizar la fotosíntesis. Estos peces están adaptados a una vida activa en condiciones de poca luz. La mayoría son depredadores visuales con ojos grandes. Algunos de los peces de aguas más profundas tienen ojos tubulares con grandes lentes y sólo bastones que miran hacia arriba. Esto les proporciona una visión binocular y una gran sensibilidad a las pequeñas señales luminosas.  Esta adaptación mejora la visión terminal a expensas de la visión lateral y permite al depredador distinguir calamares, sepias y peces más pequeños que se perfilan en la penumbra. Para una visión más sensible con poca luz, algunos peces tienen un retrorreflector detrás de la retina. Los peces linterna tienen esto y fotóforos, que utilizan en combinación para detectar el brillo de los ojos de otros peces.
A mayor profundidad, por debajo de los 1.000 metros, se encuentran los peces batipelágicos. A esta profundidad, el océano está completamente negro y los peces son sedentarios, adaptados a un consumo mínimo de energía en un hábitat con muy poca comida y sin luz solar. La bioluminiscencia es la única luz disponible a estas profundidades. Esta falta de luz obliga a los organismos a recurrir a otros sentidos distintos de la visión. Sus ojos son pequeños y pueden no funcionar en absoluto.

En el fondo del océano se encuentran los peces planos. Los peces planos son peces bentónicos con flotabilidad negativa, por lo que pueden descansar en el fondo marino. Aunque los peces planos son habitantes del fondo, no suelen ser peces de aguas profundas, sino que se encuentran principalmente en estuarios y en la plataforma continental. Cuando las larvas de los peces planos eclosionan, tienen la forma alargada y simétrica de un típico pez óseo. Las larvas no habitan en el fondo, sino que flotan en el mar como plancton. Con el tiempo empiezan a metamorfosearse en la forma adulta. Uno de los ojos migra a través de la parte superior de la cabeza y hacia el otro lado del cuerpo, dejando al pez ciego de un lado. La larva pierde la vejiga natatoria y las espinas, y se hunde hasta el fondo, depositando su lado ciego en la superficie subyacente. Richard Dawkins lo explica como un ejemplo de adaptación evolutiva
...los peces óseos tienen, por regla general, una marcada tendencia a aplanarse en dirección vertical.... Por lo tanto, era natural que cuando los antepasados de los peces planos se adentraron en el fondo marino, se tumbaran de lado .... Pero esto planteaba el problema de que un ojo siempre miraba hacia abajo, hacia la arena, y resultaba inútil. En la evolución, este problema se resolvió «desplazando» el ojo inferior hacia la parte superior.

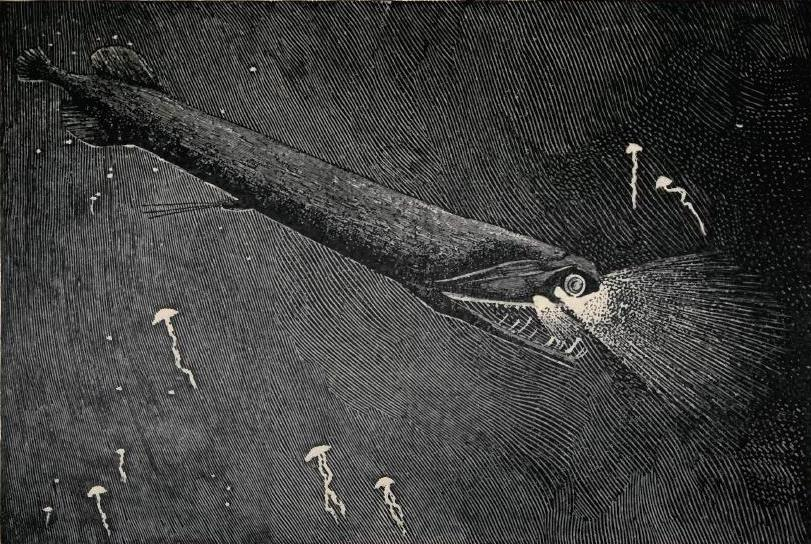
La mayoría de los peces de aguas profundas no pueden ver la luz roja. El pez linterna de aguas profundas produce bioluminiscencia roja para poder cazar con un haz de luz invisible.
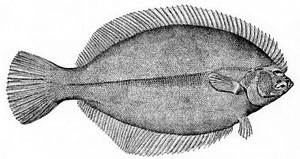
Cuando la larva de un pez plano crece, el ojo de un lado gira hacia el otro para que el pez pueda descansar en el fondo marino.
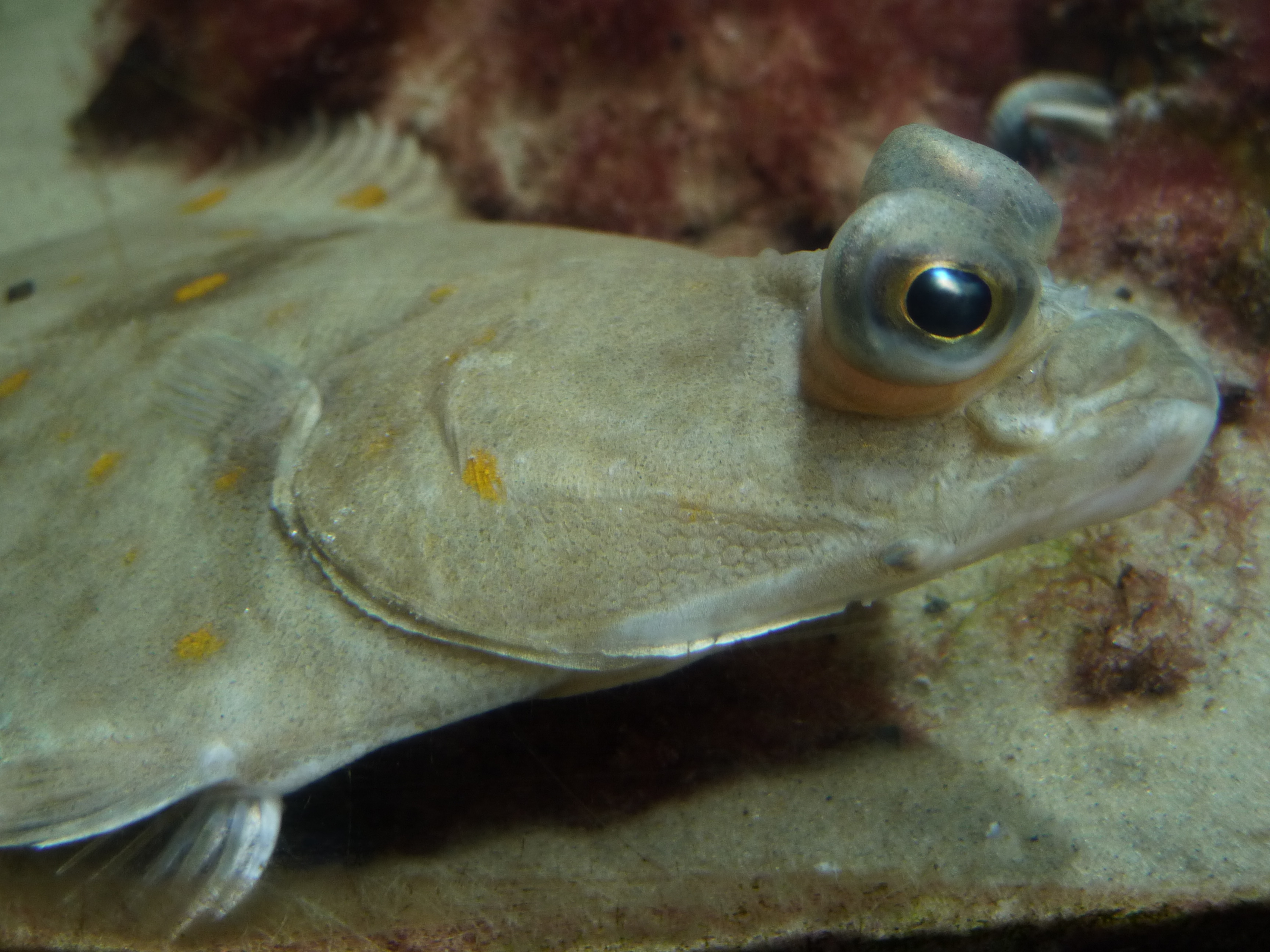
La solla europea es un pez plano con ojos elevados, por lo que cuando se entierra en la arena para camuflarse puede seguir viendo.

Las presas suelen tener los ojos a los lados de la cabeza para tener un amplio campo de visión desde el que evitar a los depredadores. Los depredadores suelen tener los ojos delante de la cabeza para tener una mejor percepción de la profundidad. Los depredadores bentónicos, como los peces planos, tienen los ojos dispuestos de forma que tienen una visión binocular de lo que hay sobre ellos cuando están tumbados en el fondo.

## Coloración
Los peces han desarrollado formas sofisticadas de utilizar la coloración. Por ejemplo, los peces presa utilizan la coloración para dificultar la visión de los depredadores. En los peces pelágicos, estas adaptaciones tienen que ver sobre todo con la reducción de la silueta, una forma de camuflaje. Un método para conseguirlo es reducir el área de su sombra mediante la compresión lateral del cuerpo. Otro método, también una forma de camuflaje, es la contracoloración en el caso de los peces epipelágicos y la contra-iluminación en el caso de los peces mesopelágicos. El contraluz se consigue coloreando el pez con pigmentos más oscuros en la parte superior y más claros en la inferior, de forma que la coloración coincida con el fondo. Cuando se ve desde arriba, la zona dorsal más oscura del animal se funde con la oscuridad del agua que hay debajo, y cuando se ve desde abajo, la zona ventral más clara se funde con la luz solar de la superficie. La contrailuminación se consigue mediante bioluminiscencia por la producción de luz de los fotóforos ventrales, cuyo objetivo es igualar la intensidad de la luz de la parte inferior del pez con la intensidad de la luz del fondo.
Los peces bentónicos, que descansan en el fondo marino, se ocultan físicamente excavando en la arena o refugiándose en recovecos, o se camuflan confundiéndose con el fondo o pareciendo una roca o un trozo de alga.

Aunque estas herramientas pueden ser eficaces como mecanismos para evitar a los depredadores, también sirven como herramientas igualmente eficaces para los propios depredadores. Por ejemplo, el tiburón linterna de vientre aterciopelado de aguas profundas utiliza la contrailuminación para ocultarse de sus presas.

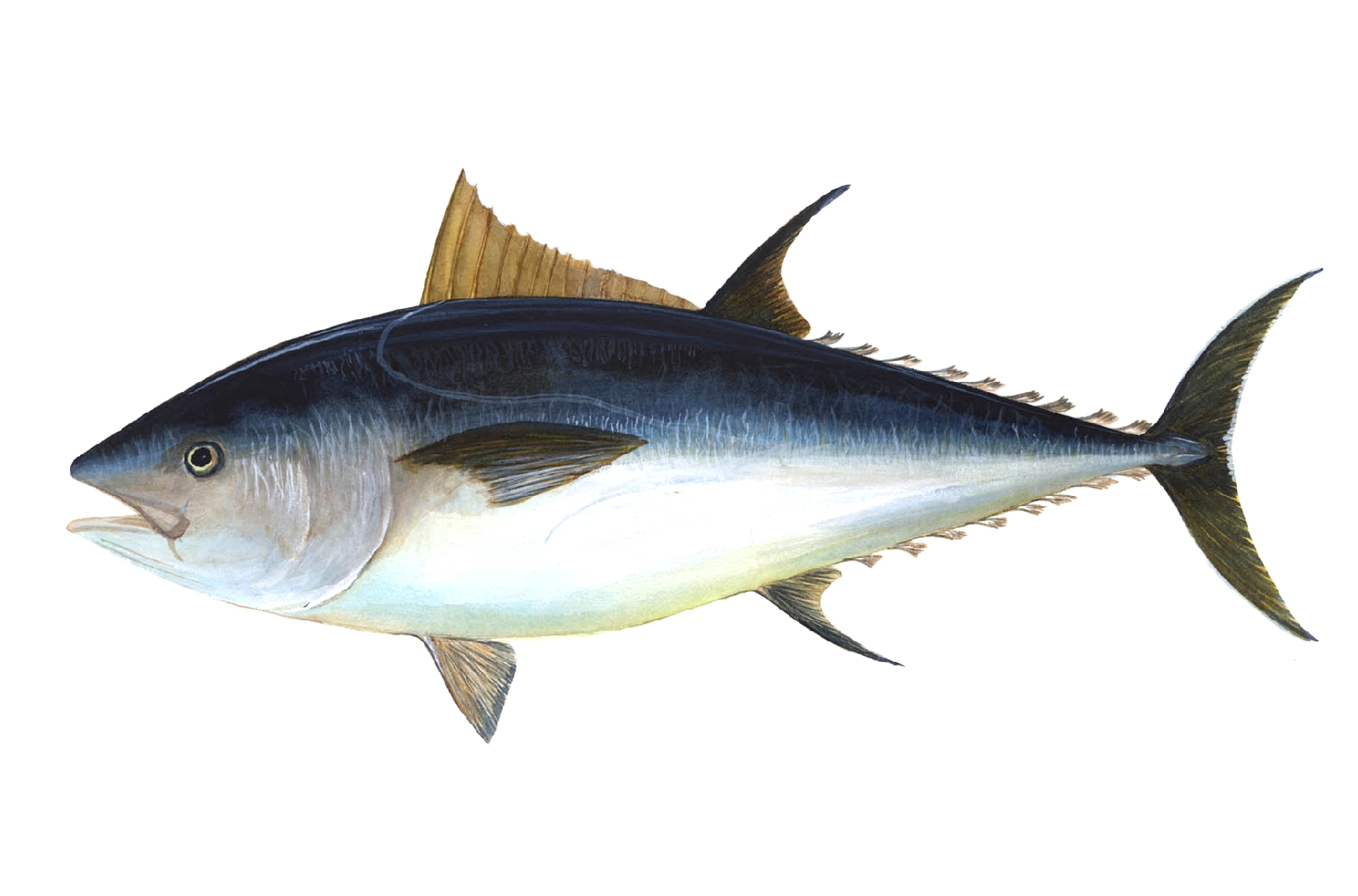
Los peces epipelágicos, como este atún rojo del Atlántico, suelen tener colores plateados.
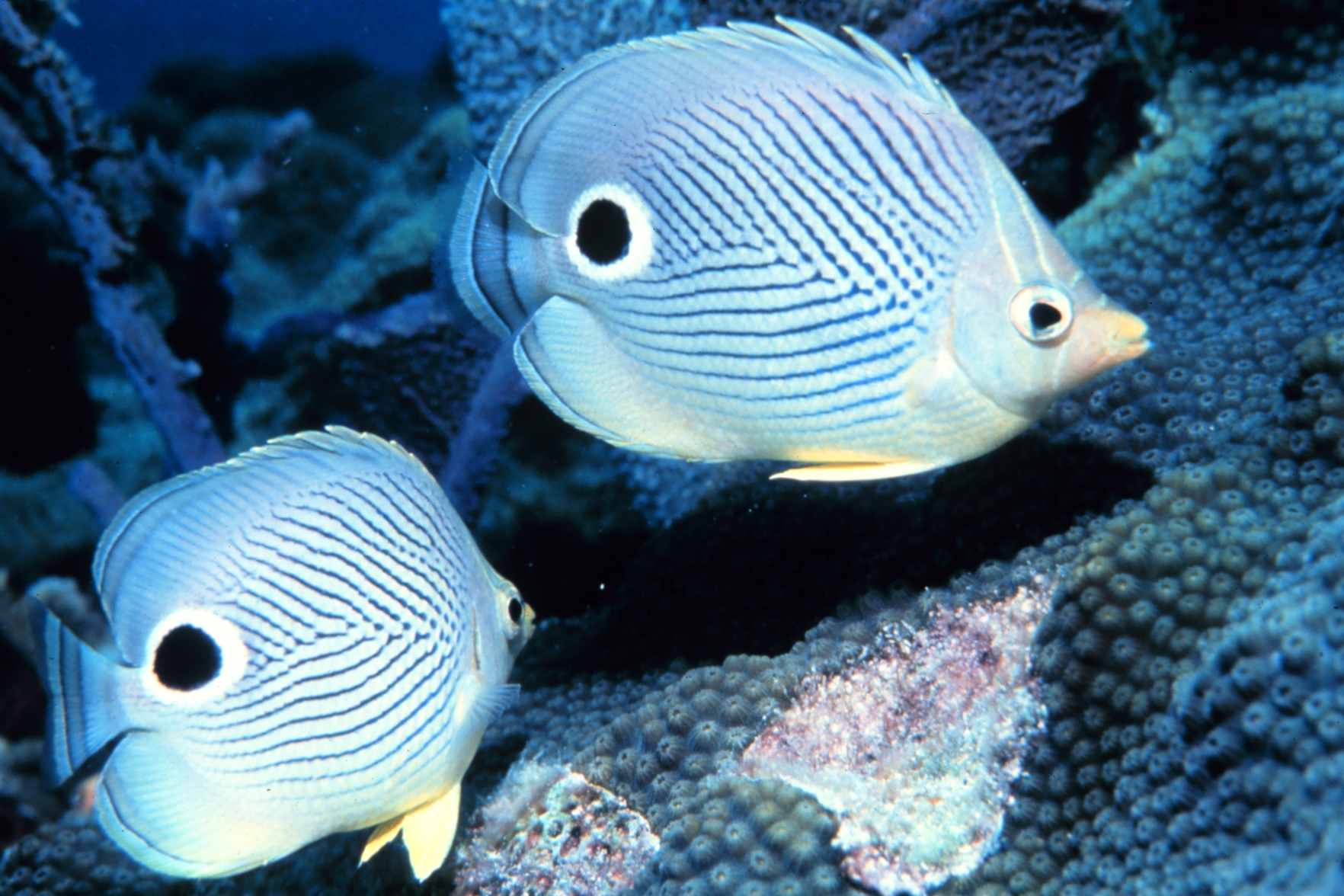
El pez mariposa de cuatro ojos tiene ojos falsos en la parte trasera, lo que confunde a los depredadores sobre cuál es la parte delantera del pez.
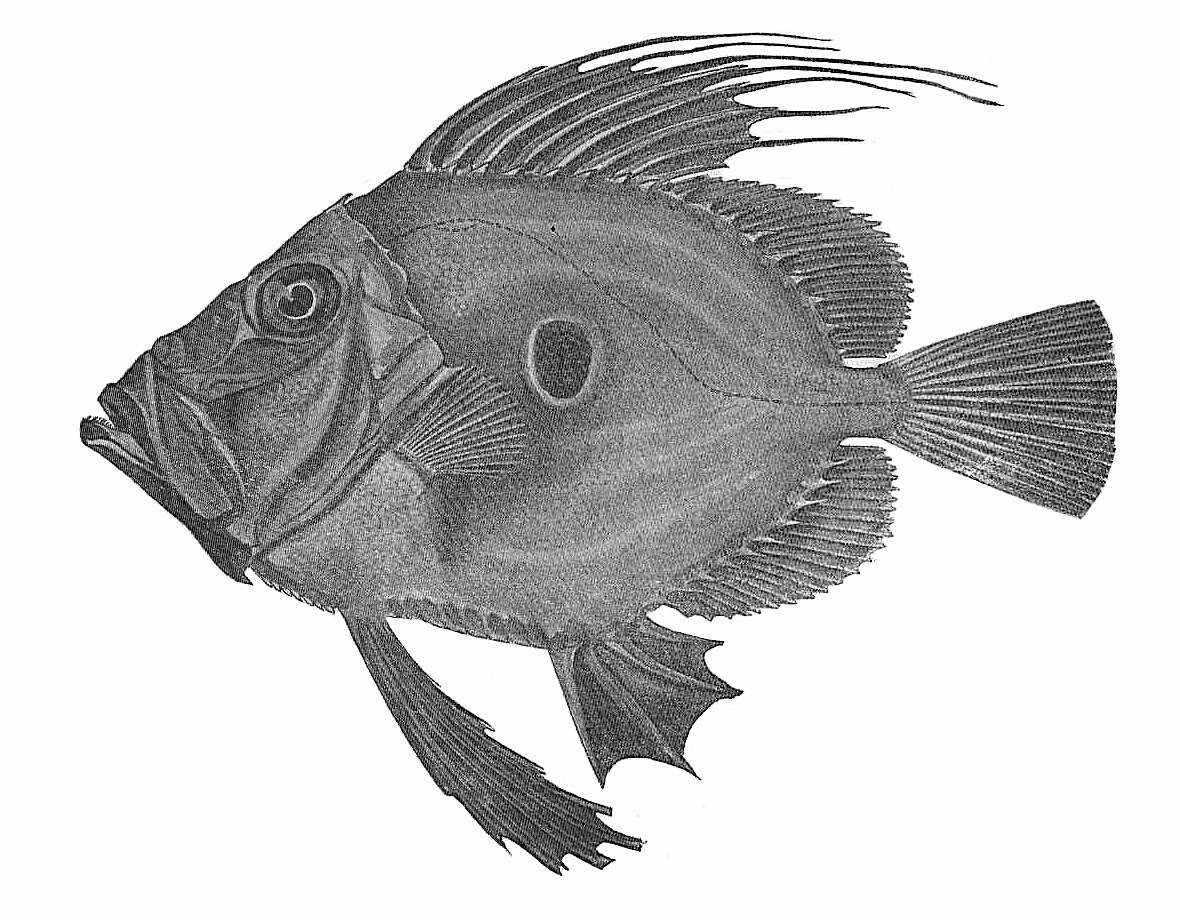
El gallo tiene una gran mancha ocular en medio del cuerpo que confunde a sus presas.

Algunas especies de peces también presentan manchas oculares falsas. El pez mariposa de cuatro ojos debe su nombre a una gran mancha oscura en la parte posterior de cada lado del cuerpo. Esta mancha está rodeada por un anillo blanco brillante, parecido a una mancha ocular. Una barra vertical negra en la cabeza atraviesa el verdadero ojo, dificultando su visión, lo que puede hacer que un depredador piense que el pez es más grande de lo que es y confunda la parte trasera con la delantera. El primer instinto del pez mariposa cuando se ve amenazado es huir, lo que hace que el punto ocular falso esté más cerca del depredador que la cabeza. La mayoría de los depredadores apuntan a los ojos, y este falso punto ocular engaña al depredador haciéndole creer que el pez huirá con la cola por delante.
El gallo es un pez costero bentopelágico con el cuerpo comprimido lateralmente. Su cuerpo es tan delgado que apenas puede verse de frente. También tiene una gran mancha oscura a ambos lados, que utiliza para lanzar un «mal de ojo» si se acerca algún peligro. Los grandes ojos de la parte delantera de la cabeza le proporcionan la visión bifocal y la percepción de la profundidad que necesita para capturar presas. La mancha ocular que tiene en un lateral del cuerpo también confunde a las presas, que son succionadas por la boca.

## Peces duende
Los peces duende son una familia de peces mesopelágicos pequeños y de aspecto inusual, llamados así por sus ojos tubulares en forma de barril, que suelen estar dirigidos hacia arriba para detectar las siluetas de las presas disponibles. Los peces duende tienen ojos grandes y telescópicos que dominan y sobresalen del cráneo. Estos ojos miran generalmente hacia arriba, pero también pueden girar hacia delante en algunas especies. Sus ojos tienen un gran cristalino y una retina con un número excepcional de células de bastón y una alta densidad de rodopsina (el pigmento «púrpura visual»); no hay células de cono.
Las especies de peces duende, Macropinna microstoma, tienen una cúpula protectora transparente en la parte superior de la cabeza, algo así como la cúpula de la cabina de un avión, a través de la cual se pueden ver las lentes de sus ojos. La cúpula es dura y flexible, y presumiblemente protege los ojos de los nematocistos (células urticantes) de los sifonóforos de los que se cree que el barreleye roba el alimento.
Otra especie de pez duende, el pez duende de hocico marrón, es el único vertebrado conocido que emplea un espejo, en lugar de una lente, para enfocar una imagen en sus ojos. Es inusual porque utiliza tanto la óptica refractiva como la óptica reflectante para ver. El ojo tubular principal contiene una hinchazón ovoide lateral llamada divertículo, separada en gran parte del ojo por un tabique. La retina recubre la mayor parte del interior del ojo y existen dos aberturas corneales, una dirigida hacia arriba y otra hacia abajo, que permiten la entrada de luz en el ojo principal y en el divertículo, respectivamente. El ojo principal emplea una lente para enfocar su imagen, como en otros peces. Sin embargo, en el interior del divertículo la luz es reflejada y enfocada sobre la retina por un espejo compuesto curvo derivado del tapetum retiniano, formado por muchas capas de pequeñas placas reflectantes posiblemente hechas de cristales de guanina. La estructura dividida del ojo del pez espía de hocico marrón permite al pez ver hacia arriba y hacia abajo al mismo tiempo. Además, el sistema de espejos es superior a una lente a la hora de recoger la luz. Es probable que el ojo principal sirva para detectar objetos silueteados contra la luz solar, mientras que el divertículo sirve para detectar destellos bioluminiscentes desde los lados y desde abajo.

## Tiburones
Los ojos de los tiburones son similares a los de otros vertebrados, con lentes, córneas y retinas parecidas, aunque su vista está bien adaptada al medio marino con la ayuda de un tejido llamado tapetum lucidum. Este tejido se encuentra detrás de la retina y refleja la luz hacia ella, aumentando así la visibilidad en las aguas oscuras. La eficacia del tejido varía, y algunos tiburones tienen adaptaciones nocturnas más potentes. Muchos tiburones pueden contraer y dilatar las pupilas, como los humanos, algo que ningún pez teleósteo puede hacer. Los tiburones tienen párpados, pero no parpadean porque el agua que los rodea les limpia los ojos. Para proteger sus ojos, algunas especies tienen membranas nictitantes. Esta membrana cubre los ojos durante la caza y cuando el tiburón es atacado. Sin embargo, algunas especies, como el gran tiburón blanco (Carcharodon carcharias), no tienen esta membrana, sino que echan los ojos hacia atrás para protegerlos cuando atacan a sus presas. La importancia de la vista en el comportamiento de caza de los tiburones es objeto de debate. Algunos creen que la electro- y la quimiorrecepción son más importantes, mientras que otros señalan la membrana nictante como prueba de que la vista es importante. Es de suponer que el tiburón no protegería sus ojos si éstos no fueran importantes. El uso de la vista probablemente varía según la especie y las condiciones del agua. El campo de visión del tiburón puede cambiar entre monocular y estereoscópico en cualquier momento.
Un estudio de microespectrofotometría realizado en 17 especies de tiburones reveló que 10 de ellas sólo tenían fotorreceptores bastones y no conos en la retina, lo que les proporcionaba una buena visión nocturna pero les hacía daltónicos. Las siete especies restantes tenían, además de bastones, un solo tipo de fotorreceptor cónico sensible al verde y, al ver sólo en tonos grises y verdes, se cree que son daltónicas. El estudio indica que el contraste de un objeto con el fondo, más que el color, puede ser más importante para la detección de objetos.

## Otros ejemplos
Los peces pequeños suelen formar cardúmenes por seguridad. Esto puede tener ventajas visuales, tanto por confundir visualmente a los peces depredadores, como por proporcionar muchos ojos para el cardumen que se considera como un cuerpo. El «efecto de confusión del depredador» se basa en la idea de que a los depredadores les resulta difícil elegir una presa individual de entre el grupo porque los muchos objetivos en movimiento crean una sobrecarga sensorial del canal visual del depredador. «Los peces que forman cardúmenes son del mismo tamaño y plateados, por lo que a un depredador orientado visualmente le resulta difícil elegir un individuo de entre una masa de peces que se retuercen y parpadean y disponer de tiempo suficiente para agarrar a su presa antes de que desaparezca en el cardumen». El «efecto de muchos ojos» se basa en la idea de que a medida que aumenta el tamaño del grupo, la tarea de escanear el entorno en busca de depredadores puede repartirse entre muchos individuos, una colaboración en masa que presumiblemente proporciona un mayor nivel de vigilancia.
Normalmente, los peces son de sangre fría y su temperatura corporal es la misma que la del agua que los rodea. Sin embargo, algunos peces oceánicos depredadores, como el pez espada y algunas especies de tiburón y atún, pueden calentar partes de su cuerpo cuando cazan presas en aguas profundas y frías. El pez espada, muy visual, utiliza un sistema de calentamiento muscular que eleva la temperatura de los ojos y el cerebro hasta 15 °C. El calentamiento de la retina mejora la capacidad visual del pez. El calentamiento de la retina mejora hasta diez veces la velocidad de respuesta de los ojos a los cambios de movimiento rápido de sus presas.
Algunos peces tienen brillo ocular. El brillo ocular es el resultado de una capa que recoge la luz en los ojos llamada tapetum lucidum, que refleja la luz blanca. No se da en los seres humanos, pero puede verse en otras especies, como los ciervos a la luz de un faro. El brillo ocular permite a los peces ver bien en condiciones de poca luz, así como en aguas turbias (manchadas o agitadas, que rompen), lo que les da ventaja sobre sus presas. Esta visión mejorada permite a los peces poblar las regiones más profundas del océano o de un lago. En particular, los leucomas de agua dulce se llaman así porque les brillan los ojos.
Muchas especies de Loricariidae, una familia de siluros, tienen un iris modificado llamado iris omega. La parte superior del iris desciende para formar un bucle que puede expandirse y contraerse llamado opérculo del iris; cuando los niveles de luz son altos, la pupila reduce su diámetro y el bucle se expande para cubrir el centro de la pupila dando lugar a una porción transmisora de luz en forma de media luna. Esta característica debe su nombre a su similitud con una letra griega omega (Ω) invertida. Se desconoce el origen de esta estructura, pero se ha sugerido que la ruptura del contorno del ojo, muy visible, ayuda al camuflaje en animales a menudo muy moteados.

## Sistemas sensoriales de distancia
Los sistemas visuales son sistemas sensoriales de distancia que proporcionan a los peces datos sobre la ubicación o los objetos a distancia sin necesidad de que los peces los toquen directamente. Estos sistemas sensoriales a distancia son importantes porque permiten la comunicación con otros peces y proporcionan información sobre la ubicación de alimentos y depredadores, así como sobre cómo evitar obstáculos o mantener la posición en los bancos de peces. Por ejemplo, algunas especies de bancos tienen «marcas de bancos» en sus costados, como rayas visualmente prominentes que proporcionan marcas de referencia y ayudan a los peces adyacentes a juzgar sus posiciones relativas.  Pero el sistema visual no es el único que puede realizar estas funciones. Algunos peces también tienen una línea lateral que recorre todo su cuerpo. Esta línea lateral permite al pez percibir los cambios en la presión del agua y las turbulencias adyacentes a su cuerpo. Gracias a esta información, los peces pueden ajustar su distancia con los peces adyacentes si éstos se acercan demasiado o se alejan demasiado.
El sistema visual de los peces se ve reforzado por otros sistemas sensoriales con funciones comparables o complementarias. Algunos peces son ciegos y dependen por completo de sistemas sensoriales alternativos. Otros sentidos que también pueden proporcionar datos sobre la ubicación u objetos distantes son el oído y la ecolocalización, la electrorrecepción, la magnetorrecepción y la quimiorrecepción (olfato y gusto). Por ejemplo, los siluros tienen quimiorreceptores en todo el cuerpo, lo que significa que «saborean» cualquier cosa que tocan y «huelen» cualquier sustancia química que haya en el agua. «En el siluro, la gustación desempeña un papel primordial en la orientación y localización del alimento".
Los peces cartilaginosos (tiburones, rayas y quimeras) utilizan la magnetorrecepción. Poseen unos electrorreceptores especiales llamados ampollas de Lorenzini que detectan una ligera variación del potencial eléctrico. Estos receptores, situados a lo largo de la boca y la nariz del pez, funcionan según el principio de que un campo magnético variable en el tiempo que se mueve a través de un conductor induce un potencial eléctrico a través de los extremos del conductor. Las ampollas también pueden permitir a los peces detectar cambios en la temperatura del agua. Al igual que en las aves, la magnetorrecepción puede proporcionar información que ayude a los peces a trazar rutas de migración.